# Seckau
Seckau é um município da Áustria, situado no distrito de Murtal, no estado da Estíria. Tem 46,24 km² de área e sua população em 2019 foi estimada em  1 283 habitantes.